# Forêts pluviales de Halmahera
Localisation
Les forêts pluviales d'altitude de Halmahera est une écorégion définie par le fonds mondial pour la Nature (WWF). Elle couvre l'île de Halmahera et plusieurs îles aux alentours, comme Bacan, Morotai, Obi, Ternate, Tidore, Gebe et plusieurs autres, correspondant ainsi à la casi-totalité de la province indonésienne des Moluques du Nord. Elle appartient à l'écozone australasienne et au biome des forêts décidues humides tropicales et subtropicales,.